# Риби трион
Рибите трион (Pristidae) са семейство от хрущялни риби свързани със скатовете. Имат особена външност, но най-голямо впечатление прави тяхната дълга, с издадени напред зъби уста. Могат да бъдат сбъркани с акулите трион, които имат подобен външен вид. Това е единственото семейство в разред Pristiformes.
Всички видове риби трион са критично застрашени и търговията им е абсолютно забранена.

## Описание
Най-впечатляваща е тяхната муцуна, която е покрита с чувствителни пори, които позволяват на рибата трион да усеща движение и дори понякога и сърдечен пулс. Това приспособление действа като метален детектор, когато рибите кръжат из дъното, търсейки скрита храна. Използват „триона“ си и като оръжие срещу нападатели, и понякога като средство за копаене.
Тялото и главата им са плоски, защото те прекарват голяма част от времето лежейки на морското дъно. Във вътрешната част на устата си имат зъби за сдъвкване на малки риби и ракообразни, но въпреки това често пъти ги поглъщат цели. Рибите трион дишат с два дихателни отвора точно зад очите, които пренасят водата до хрилете им. Тялото им е покрито с мънички кожни зъбчета, които придават на кожата грапав вид. Цветът им обикновено е маслиново зелен.

## Разпространение
Обитават тропичните и субтропичните зони на Атлантическия, Индийския и Тихия океан. Придържат се към плитките шелфови води, навлизат и в устия на големи реки с полусолени и сладки води.

## Поведение
Рибите трион по-често спят през деня, а ловуват през нощта. Въпреки страховитата си външност, те са дружелюбни риби и не нападат хора, освен ако не са провокирани или изненадани. Ловенето им е забранено в САЩ и Австралия.

## Размножаване
Много малко се знае за разможаването на рибите трион. Те живеят около 25-30 години, напълното им съзряване става на десетата година. Женските раждат малки, чиито муцунки са покрити с еластична ципа. Тази ципа защитава майката по време на раждането, след което тя пада. Рибите трион се чифтосват на две години и раждат 7-8 малки. Те съзряват бавно и не започват да се размножават, докато не достигнат дължина 3,5-4 метра и възраст около 10-12 години. Разможителният период обхваща много повече време, отколкото на останалите риби.

## Класификация
- Род Anoxypristis
  - Anoxypristis cuspidata
- Род Pristis
  - Pristis clavata
  - Pristis microdon
  - Pristis pectinata – Дребнозъба риба трион
  - Pristis perotteti
  - Pristis pristis
  - Pristis zijsron

## В културата
Рибите трион са станали мощен символ в много страни. Ацтеките почитали тези риби и ги наричали „Земно чудовище“. Технитете триони са използвани от някои азиатски шамани при церемонии за прогонване на демони и зли духове.